# Singapour (film, 1947)
Pour les articles homonymes, voir Singapour (homonymie).
Singapour (Singapore) est un film américain réalisé par John Brahm, sorti en 1947.

## Synopsis
Dans le Singapour d'avant-guerre, Matt Gordon rencontre Linda Grahame dont il tombe amoureux. Mais ils sont séparés par l'invasion japonaise. Cinq ans plus tard, Gordon revient à Singapour pour récupérer des perles volées. Il tombe accidentellement sur Linda, qui souffre d'amnésie et ne se rappelle pas les années d'avant-guerre. En outre, Linda est mariée à un Anglais qu'elle a rencontré dans le camp de prisonniers où les Japonais l'avaient internée.

## Fiche technique
- Titre : Singapour
- Titre original : Singapore
- Réalisation : John Brahm
- Producteur : Jerry Bresler
- Société de production : Universal Pictures
- Scénario : Seton I. Miller et Robert Thoeren d'après l'histoire de Seton I. Miller
- Photographie : Maury Gertsman
- Musique : Daniele Amfitheatrof
- Direction artistique : Bernard Herzbrun et Gabriel Scognamillo
- Costumes : Michael Woulfe
- Montage : William Hornbeck
- Pays de production :  États-Unis
- Langue originale : anglais
- Format : noir et blanc – 35 mm – 1,37:1 – mono (Western Electric Recording)
- Durée : 79 minutes
- Genre : film d'aventure
- Date de sortie :
  - États-Unis : 13 août 1947
  - France : 10 mars 1948
- Affiche : Constantin Belinsky (France)

## Distribution
- Fred MacMurray : Matt Gordon
- Ava Gardner : Linda Grahame / Ann Van Leyden
- Roland Culver : Michael Van Leyden
- Richard Haydn : Commissaire adjoint Hewitt
- Spring Byington : Mme Bellows
- Thomas Gomez : M. Mauribus
- Porter Hall : M. Gerald Bellows
- George Lloyd : Sascha Barda
- Maylia : Ming Ling
- Holmes Herbert : Révérend Thomas Barnes
- Edith Evanson : Mme Edith Barnes
- Frederick Worlock : Cadum
- Lal Chand Mehra : M. Hussein
- Curt Conway : Pepe